# Dyer Ball
Dyer Ball (3 de junio de 1796-27 de marzo de 1866) fue un misionero y médico estadounidense.

## Biografía
Nacido en West Boylston, Massachusetts, estudió en la Academia Phillips y en el Yale College durante dos años. Se graduó del Union College de Nueva York en 1826 y después estudió Teología en Yale y el Andover Theological Seminary. Obtuvo su licencia para predicar en 1828, un año después de casarse con Lucy Mills. En 1831 fue ordenado sacerdote y en 1833 se convirtió en agente de la American Home Missionary Society y se radicó en Florida, donde se dedicó a enseñar, entre otros lugares, en el St. Augustine High School y también en la comunidad afroamericana local. En 1837 obtuvo el título de doctor en Medicina en una institución de Charleston, Carolina del Sur, además aprendió el idioma chino.
Fue enviado a Singapur por la American Board of Commissioners for Foreign Missions el 25 de mayo de 1838, donde permaneció hasta 1841, cuando partió hacia Macao debido a problemas de salud por parte de su esposa. En 1843 se trasladó a Hong Kong donde falleció su esposa y en 1845 a Guangdong (provincia de Cantón) donde se estableció definitivamente. En 1846 se casó con Isabella Robertson, una misionera escocesa. Su hijo, James Dyer Ball, se convirtió en Secretario Adjunto del Tribunal Supremo de Hong Kong. Su hija Elizabeth (de su primer matrimonio) fue misionera y se casó con Andrew P. Happer en 1847. Sus contribuciones se centraron principalmente en labores misioneras y en la predicación. Dirigió una escuela para varones y abrió una editorial donde publicó literatura china, tratados religiosos y un popular almanaque chino. También aprovechó su experiencia médica para ayudar a la población local. Murió en Guangdong en 1866 y su cuerpo reposa en el cementerio de la Misión, en Lianzhou.